# Нова Мерефа
Нова́ Мере́фа — село в Україні, у Нововодолазькій громаді Харківського району Харківської області. Населення становить 510 осіб. Колишній (до 2017) орган місцевого самоврядування — Ордівська селищна рада.

## Географія
Село Нова Мерефа знаходиться на лівому березі річки Джгун, вище за течією примикає до села Липкуватівка, нижче за течією примикає до села Щебетуни. Північна частина села раніше була селом Барабаші. Є також частина села, що називається Ступаки, південна частина села називалась Трипільчин хутір. Поруч проходить автомобільна дорога М18 (E108)та дві гілки залізниці. Найближчі станції Джгун, Єзерська та Бірки.

## Історія
Історія заселення-село заселено водночас з Новою Водолагою в 1675 році переселенцями з Правого берегу Дніпра, південна Київщина, Обухівський район, Київський козацький полк, Обухівська сотня, на що вказують прізвища мешканців- Барабаш, Ступак, Трипілка. Це була третя і остання хвиля переселенців з Правобережної України, що тікали під час Руїни, від ляхів і татар.
12 червня 2020 року, розпорядженням Кабінету Міністрів України № 725-р «Про визначення адміністративних центрів та затвердження територій територіальних громад Харківської області», увійшло до складу Нововодолазької селищної громади.
19 липня 2020 року, в результаті адміністративно-територіальної реформи та ліквідації Нововодолазького району, село увійшло до складу новоутвореного Харківського району.